# Świteź Lwów
Świteź Lwów (pełna nazwa: Lwowski Klub Sportowy Świteź Lwów) – polski klub piłkarski z siedzibą we Lwowie. 
Wychowankiem klubu był Jakub Smug.
Od Świtezi Lwów pochodzi nazwa klubu Świteź Wiązów, powstałego po II wojnie światowej w Wiązowie na Dolnym Śląsku.

## Historia
Chronologia nazw:
- 1922: Z.K.S. Świteź Zamarstynów
- 1930: L.K.S. Świteź Lwów
- 1939: klub rozwiązano

Zamarstynowski Klub Sportowy Świteź został założony w Zamarstynowie w 1922 roku. W 1923 roku drużyna zadebiutowała w rozgrywkach grupy IV Klasy C podokręgu Lwowskiego Lwowskiego OZPN. W 1930 miejscowość Zamarstynów została dołączona do Lwowa. 
W latach 1930–1934 zespół występował na zapleczu polskiej Ekstraklasy. Największe osiągnięcia to 4. miejsce w sezonie 1932 i 6. miejsce w sezonie 1933 (drużyny z miejsc 3-6 zdobyły tyle samo punktów, ale najgorszą różnicę bramek miał Świteź. Klub przestał istnieć wraz z wybuchem II wojny światowej w 1939.

## Sukcesy
- 4. miejsce w finale Klasy A Lwowskiego OZPN: 1932

## Poszczególne sezony
| Sezon     | Rozgrywki ligowe | Rozgrywki ligowe                 | Rozgrywki ligowe | Uwagi                                                                                          |
| Sezon     | Liga             | Liga                             | Miejsce          | Uwagi                                                                                          |
| --------- | ---------------- | -------------------------------- | ---------------- | ---------------------------------------------------------------------------------------------- |
| 1925      | III              | Klasa B (Lwowski OZPN)           |                  |                                                                                                |
| 1926      | III              | Klasa B (Lwowski OZPN; gr. Lwów) |                  |                                                                                                |
| 1927      | III              | Klasa B (Lwowski OZPN)           |                  |                                                                                                |
| 1928      | III              | Klasa B (Lwowski OZPN; gr. Lwów) |                  | Porażka w finale klasy B podokręgu Lwów.                                                       |
| 1929      | III              | Klasa B (Lwowski OZPN; gr. Lwów) |                  | Zwycięstwo w finale klasy B podokręgu Lwów; 1. miejsce w finale Klasy B i awans.               |
| 1930      | II               | Klasa A (Lwowski OZPN)           | 8/9              |                                                                                                |
| 1931      | II               | Klasa A (Lwowski OZPN)           | 8/8              |                                                                                                |
| 1932      | II               | Klasa A (Lwowski OZPN, gr. I)    | 2/6              | 4. miejsce w finale Klasy A Lwowskiego OZPN.                                                   |
| 1933      | II               | Klasa A (Lwowski OZPN, gr. II)   | 2/7              |                                                                                                |
| 1934      | II               | Liga okręgowa (Lwowski OZPN)     | 10/10            |                                                                                                |
| 1935      | III              | Klasa A (Lwowski OZPN, gr. Lwów) |                  |                                                                                                |
| 1936      | III              | Puchar Lwowskiego OZPN           |                  | Klasy A nie rozgrywano, w jej miejsce dla drużyn Klasy A zorganizowano Puchar Lwowskiego OZPN. |
| 1936/1937 | III              | Klasa A (Lwowski OZPN, gr. Lwów) | 5/8              |                                                                                                |
| 1937/1938 | III              | Klasa A (Lwowski OZPN, gr. Lwów) |                  |                                                                                                |
| 1938/1939 | III              | Klasa A (Lwowski OZPN, gr. Lwów) | 2                |                                                                                                |
| 1939/1940 | brak danych      | brak danych                      | brak danych      | brak danych                                                                                    |